# Val Schmorras

Der Piz Mez in der Mitte, links die Val Curtegns, rechts die Val Schmorras.

Val Schmorras ⓘ (rätoromanisch) ist ein Tal im Schweizer Kanton Graubünden bei Radons in der Gemeinde Surses. Es ist 5,7 km lang und bis zu 3,3 km breit.
Das Tal Val Nandro ist ein linksseitiges Nebental des Oberhalbsteins und reicht von Savognin bis nach Radons, wo es sich in zwei Nebentäler aufteilt: Die rechtsseitige Val Curtegns und die linksseitige Val Schmorras. Die Val Schmorras reicht von der Alp Curtegns bei Radons (1852 m) bis zum Pass Fuorcla da Saletscha (2616 m). Über die Fuorcla da Saletscha kann Innerferrera im Averstal erreicht werden. Ausserdem führen die Fuorcla Cotschna (2515 m) und der Pass da Schmorras (2564 m) aus dem Tal nach Ausserferrera. Eingeschlossen wird das Tal linksseitig vom Piz Alv (2855 m) und vom Piz Settember (2728 m) sowie rechtsseitig vom Murter (2752 m) und vom Piz Mez (2717 m). In der Val Schmorras befindet sich der Lai da Schmorras.
Die Val Schmorras wird von der Ava da Schmorras durchflossen, die bei Radons mit der Ava da Curtegns zusammen- und unter dem Namen Ava da Nandro und später Schletg  weiterfliesst. Bei Savognin fliesst der Bach in die Julia. 
In der Val Schmorras befinden sich die Alp Nova und die Alp Schmorras. Mit 2278 m war die Alp Schmorras die höchste Kuhalp Europas. Heutzutage wird die Alp als Rinderalp verwendet. 